# Toshinobu Kawai
Toshinobu Kawai (jap. 河合 季信 Kawai Toshinobu; ur. 19 grudnia 1967 w Nagoi) – japoński łyżwiarz szybki specjalizujący się w short tracku, brązowy medalista olimpijski, multimedalista mistrzostw świata.
W 1988 roku wziął udział w konkurencjach pokazowych w short tracku podczas igrzysk olimpijskich w Calgary. W zawodach tych zajął 5. miejsce w sztafecie, 8. miejsce w biegu na 500 m, 14. na 1000 m, 10. na 1500 m i 10. na 3000 m.
W 1992 roku wystąpił na igrzyskach olimpijskich w Albertville. Zdobył brązowy medal olimpijski w biegu sztafetowym na 5000 m (wraz z nim w japońskiej sztafecie wystąpili Yūichi Akasaka, Tatsuyoshi Ishihara i Tsutomu Kawasaki) oraz zajął 23. miejsce w biegu na 1000 m.
W latach 1983–1992 zdobył sześć medali mistrzostw świata (cztery złote i dwa brązowe), w latach 1990–1992 trzy medale drużynowych mistrzostw świata, w 1986 roku dwa medale zimowych igrzysk azjatyckich (złoty i srebrny), a w 1991 roku dwa brązowe medale zimowej uniwersjady.